# Prêmio Multishow de Música Brasileira para Samba e Pagode do Ano
Prêmio Multishow de Música Brasileira para Samba e Pagode do Ano é um prêmio dado anualmente no Prêmio Multishow de Música Brasileira, uma cerimônia que foi estabelecida em 1994 e originalmente chamada de Prêmio TVZ. A Categoria Samba e Pagode do Ano foi criada em 2023 como parte de uma reformulação nas normas da Academia do Prêmio Multishow. Anteriormente, o prêmio de Música do Ano englobava diversos ritmos musicais em uma única categoria. No entanto, a partir de 2023, essa categoria foi ramificada, dando origem a 11 novas categorias, cada uma dedicada a um estilo musical específico, incluindo o Samba e Pagode.
Essa mudança visou reconhecer a diversidade de gêneros presentes na música brasileira e dar maior espaço a estilos populares, que tem uma presença significativa no cenário musical do país. A Categoria Samba e Pagode do Ano destaca as músicas de maior impacto dentro do gênero, premiando artistas que contribuem para a evolução e popularidade dos gêneros no Brasil.

## Vencedores e indicados
| Ano  | Vencedor(a)                            | Indicados | Ref.  |
| ---- | -------------------------------------- | --- | ----- |
| 2023 | "Muito Romântico" – Xande de Pilares   | - "Diferentão (Ao Vivo)" – Dilsinho - "Insônia" – Ludmilla e Marília Mendonça - "Interessante" – Ferrugem - "Lapada Dela (Ao Vivo)" – Menos é Mais e Matheus Fernandes - "Me Perdoa" – Ferrugem e Iza | [ 8 ] |
| 2024 | "Nosso Primeiro Beijo" – Gloria Groove | - "Apaguei pra Todos" – Ferrugem e Sorriso Maroto - "Coração Partido" – Menos é Mais - "Febre" - Liniker e Thiaguinho - "Maliciosa" - Ludmilla - "Me Bloqueia" – Ferrugem                             | [ 9 ] |